# Упалапу Сринивас
Упалапу Сринивас (Телугу: ఉప్పలపు శ్రీనివాస్; 28. фебруар 1969 — Ченај, 19. септембар 2014) био је индијски свирач мандолине и композитор из јужне Индије. Њега су у младости сматрали за чудо од детета. Дебитовао је 1978. године и постао је познат по свирању мандолине. Обишао је цели свет и сарађивао је са Џоном Малауглином, Мајклом Нимани и Мајклом Бруком.
Од стране Индијске владе добио је Падма Шри награду, 1998. године.
Рођен је 1969. године. У доби од 6 година присуствовао је концерту мандолине са својим оцем. Од тада је почео свирати мандолину.
Године 2014. имао је трансплантацију јетре. Но, настале су компликације 18. септембра. Због компликације умро је 19. септембра 2014. године.